# East Coast Road
State Highway 49, häufiger als East Coast Road bezeichnet und als ECR abgekürzt, ist eine mehrspurig ausgebaute Schnellstraße in Tamil Nadu, Indien, entlang der Küste des Golfes von Bengalen. Die Straße verbindet Tamil Nadus Hauptstadt Chennai mit Cuddalore via Pondicherry. Die Straße ist mautpflichtig.

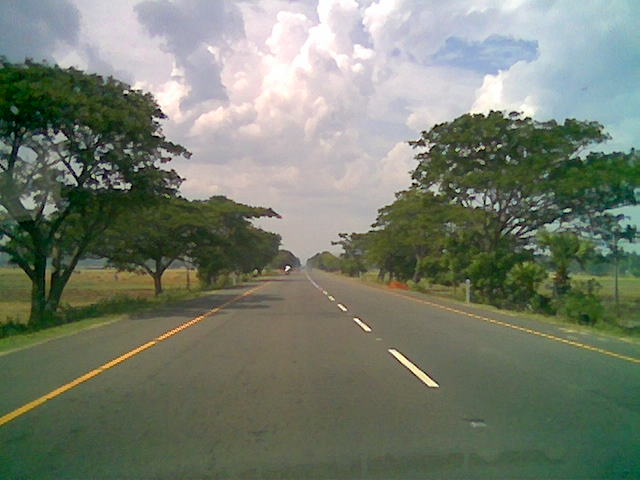
Landschaftseindruck von der ECR

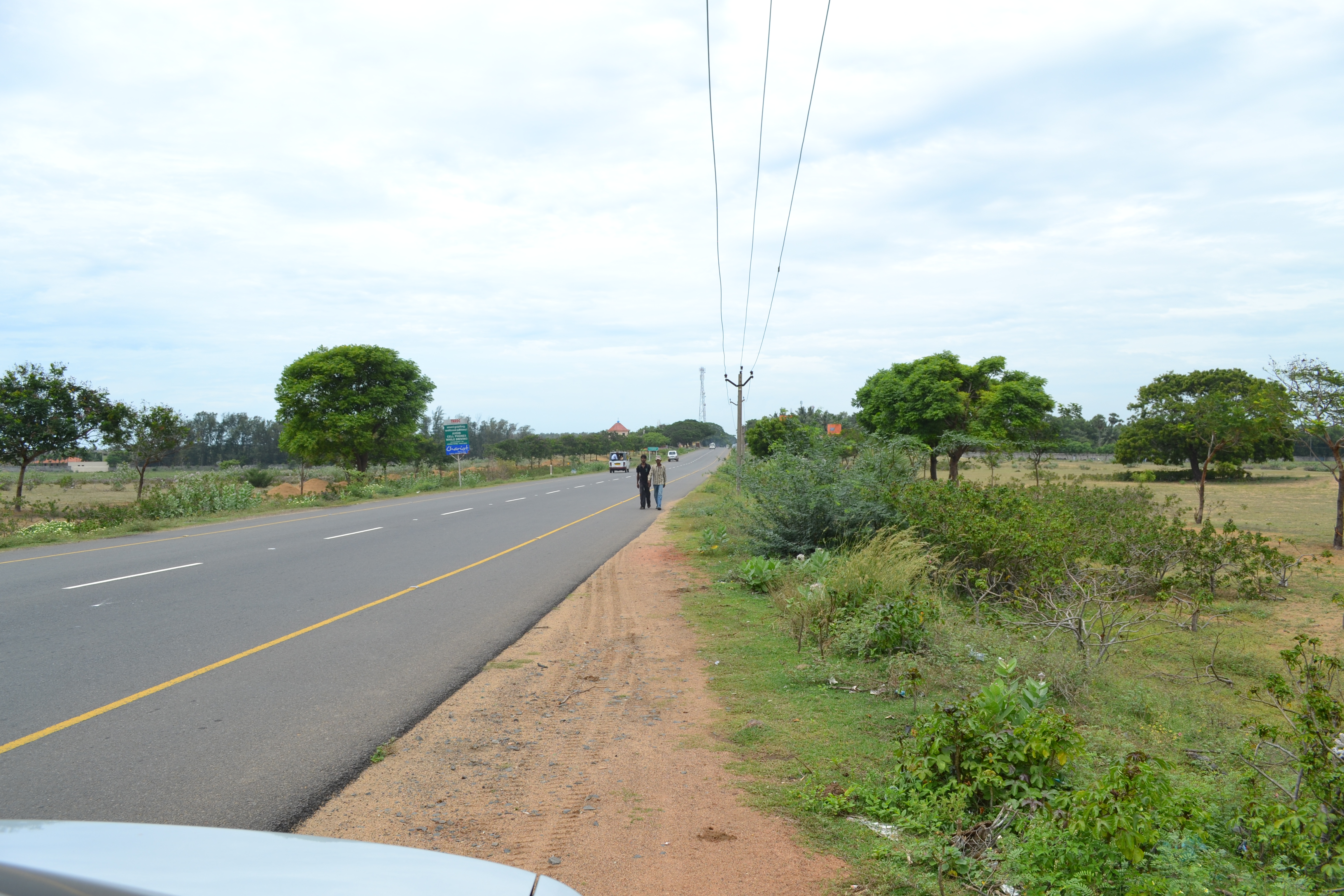
Straßenbild ECR

## Geschichte
Die East Coast Road entstand 1998 durch die Verknüpfung mehrerer kleiner Straßen, die durch Fischerdörfer entlang des Golfes von Bengalen führten. 2000 beauftragte die Regierung das Unternehmen Tamil Nadu Road Development Company mit der Verbesserung und Wartung der Straße. Im Jahr darauf wurden einige Maßnahmen zur Erhöhung der Sicherheit durchgeführt, unter anderem der Bau befestigter Randstreifen und die Begradigung gefährlicher Kurven. 2002 wurde die ECR mautpflichtig.

## Touristische Attraktionen
- Marundeeswarar Tempel
- Tiger Cave – Felsen mit Reliefs in Form von mehreren Tigern, 5 km von Mamallapuram entfernt.
- Mamallapuram – UNESCO-Weltkulturerbe berühmt für Pallava Skulpturen und Shoretempel.
- Puducherry – ehem. französische Kolonie. Noch heute mit eigenem Kfz-Kennzeichen.
- Cuddalore
- Karaikal – Hafenstadt von Puducherry
- Nagore
- Vedaranyam – Kodikkarai (Point Calimere) – Vogelschutzgebiet
- Ramanathapuram
- Thoothukudi – auch Tuticorin genannt